# Sarzyna (Korabina)
Sarzyna – część wsi Korabina w Polsce, położona w województwie podkarpackim, w powiecie stalowowolskim, w gminie Bojanów.
W latach 1975–1998 Sarzyna administracyjnie należała do województwa tarnobrzeskiego.